# Барра-ди-Санта-Роза
Барра-ди-Санта-Роза (порт. Barra de Santa Rosa) — муниципалитет в Бразилии, входит в штат Параиба. Составная часть мезорегиона Сельскохозяйственный район штата Параиба. Входит в экономико-статистический микрорегион Куриматау-Осидентал. Население составляет 12 140 человек на 2006 год. Занимает площадь 825,097 км². Плотность населения — 14,7 чел./км².
Праздник города — 8 мая.

## История
Город основан в 1959 году.

## Статистика
- Валовой внутренний продукт на 2003 год составляет 24 967 404,00 реалов (данные: Бразильский институт географии и статистики).
- Валовой внутренний продукт на душу населения на 2003 год составляет 2.031,69 реалов (данные: Бразильский институт географии и статистики).
- Индекс развития человеческого потенциала на 2000 год составляет 0,575 (данные: Программа развития ООН).